# Путяньский диалект
Путя́ньский диале́кт (кит. 莆田話, пиньинь: Pútián huà) — разновидность миньских диалектов китайского языка, относящаяся к североминьской ветви. Признаётся лингвистами как самостоятельная пусяньская подгруппа. Распространён в центральной части провинции Фуцзянь, в районах Путянь и Сяньёу.

## Классификация и история
Диалект относится к североминьской подгруппе, но обладает уникальными чертами, позволяющими выделить его в отдельную пусяньскую ветвь. Сформировался в результате миграций ханьцев в период династии Тан (VII-IX вв.), о чём свидетельствуют сохранившиеся архаические черты в фонетике.

## География распространения
Основной ареал включает:
- город Путянь (1.5 млн носителей);
- уезды Сяньёу (500 тыс.), Сяньцзю;
- часть округа Цюаньчжоу.

Носители также проживают в диаспорах вне Китая, особенно в Малайзии и Сингапуре.

## Фонология

### Согласные (инициали)
| Категория        | Примеры звуков (МФА) |
| ---------------- | -------------------- |
| Взрывные глухие  | p, t, k              |
| Взрывные звонкие | b, d, g              |
| Аффрикаты        | ts, tsh, dz          |
| Фрикативные      | s, z, h              |
| Носовые          | m, n, ŋ              |
| Латеральные      | l                    |

### Финали (гласные и носовые)
| Тип             | Примеры          |
| --------------- | ---------------- |
| Простые гласные | a, o, e, i, u, y |
| Дифтонги        | ia, ua, ai, au   |
| Носовые         | an, ang, in, ing |

### Тоны
В диалекте выделяют 7–8 тонов:
- высокий ровный;
- высокий восходящий;
- средний ровный;
- низкий падающий;
- три тона для прерывающихся (в т. н. входящих слогах).

## Грамматика
Грамматическая структура отличается от стандартного китайского языка:
- Особые аспектные частицы (например, «kɑʔ» для завершённости);
- Упрощённые формы местоимений (напр. go — «я», li — «ты»);
- Широкое использование редупликации глаголов;
- Частицы местоположения и движения отличаются от путунхуа.

## Лексика
Диалект имеет в своем составе множество лексем, отсутствующих в стандартном языке, в том числе архаизмы и уникальные синонимы. Также сохранились слова, восходящие к среднекитайскому языку.
Примеры:
- go (我) — я;
- li (你) — ты;
- si (是) — быть;
- hau (好) — хорошо.

## Письменность
Диалект преимущественно устный. В письменной форме используется китайская письменность на путунхуа. Иногда применяется латинизация с использованием МФА для лингвистических целей.

## Сравнение с другими миньскими диалектами
| Характеристика           | Путяньский (пусяньский)             | Фучжоуский (восточноминьский)             | Сямэньский (южноминьский)                  |
| ------------------------ | ----------------------------------- | ----------------------------------------- | ------------------------------------------ |
| Языковая подгруппа       | Североминь (пусяньская ветвь)       | Восточноминь                              | Южноминь                                   |
| Регион распространения   | Путянь, Сяньёу, Сяньцзю             | Фучжоу, Миньхоу, Ляньцзян                 | Сямэнь, Цюаньчжоу, Чжанчжоу                |
| Количество тонов         | 7–8                                 | 7                                         | 6–7                                        |
| Фонетические особенности | Архаичные согласные, носовые финали | Редукция гласных, слогообразующие носовые | Ясная артикуляция, стабильное произношение |

## Современное положение
Среди молодёжи диалект вытесняется путунхуа, особенно в формальных ситуациях. Однако в сельских районах и в повседневной жизни он остаётся важным средством общения. Включён в Атлас исчезающих языков ЮНЕСКО (уровень уязвимости 2/5). В 2020 году правительством Фуцзяни запущена программа по сохранению диалекта, включающая:
- Издание учебных материалов
- Создание аудиоархивов
- Поддержку в СМИ